# Garfield Finlay
Garfield Finlay, avstralski častnik, vojaški pilot in letalski as, * 7. september 1893, Glebe, Sydney, 1961.  	
Nadporočnik Finlay je v svoji vojaški karieri dosegel 8 zračnih zmag.

## Odlikovanja
- Distinguished Flying Cross (DFC)